# بلای (اورگن)
بلای (به انگلیسی: Bly) یک منطقهٔ مسکونی در ایالات متحده آمریکا است که در شهرستان کلاماث، اورگن واقع شده‌است. بلای ۴۸۶ نفر جمعیت دارد و ۱٬۳۲۸٫۹۴ متر بالاتر از سطح دریا واقع شده‌است.